# Santo Domingo Kumán
Santo Domingo Kumán es una localidad del municipio de Conkal en Yucatán, México.

## Toponimia
El nombre (Santo Domingo Kumán) hace referencia a Domingo de Guzmán y Kumán proviene del idioma maya.

## Datos históricos
- En 1980 cambia su nombre de Kiba a Kumán.
- En 2000 cambia a Santo Domingo Kumán.

## Demografía
Según el censo de 2005 realizado por el INEGI, la población de la localidad era de 0 habitantes.
| 7                           | 0 | 0 | ? | ? | ? | 9 | 0 | ? | ? | 0 |
| (Fuente: INEGI [Consultar]) |   |   |   |   |   |   |   |   |   |   |

## Galería

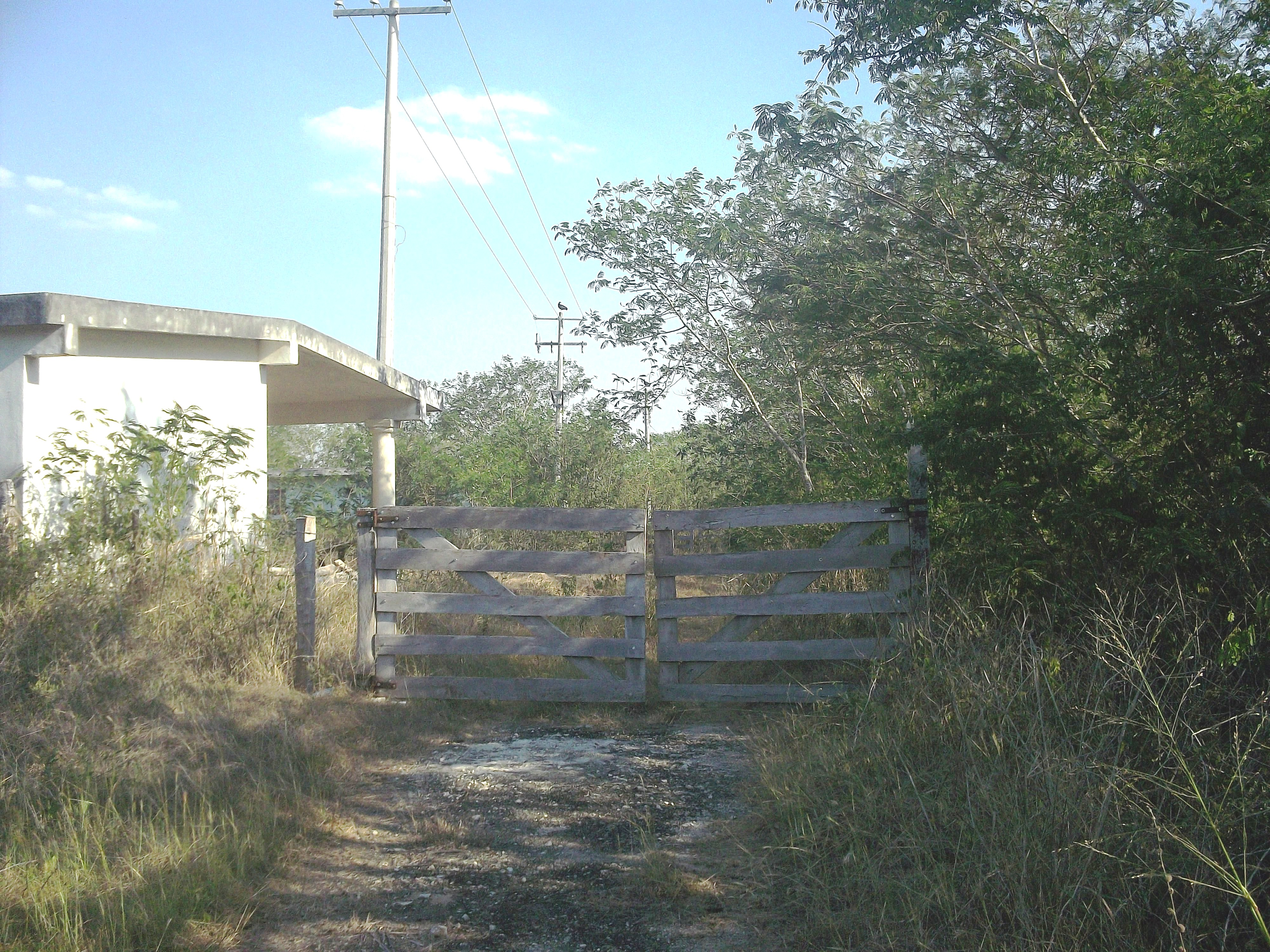
Santo Domingo Kumán, Yucatán.